# Chiesa di San Michele Arcangelo (Chiusi della Verna)
La chiesa di San Michele Arcangelo è un edificio sacro di Chiusi della Verna, che si trova nei pressi del castello del conte Orlando Cattani.

## Descrizione
La chiesa fu fondata nel 1338 dai conti Tarlati, come attesta una lapide in facciata, che riporta una dicitura voluta dalla contessa Giovanna: Anno domini MCCCXXLVIII domina comitissa Johanna uxor domini Tarlati de Petramala fecit fieri hoc opus ("quest'opera fu fatta realizzare dalla contessa Giovanna, moglie di don Tarlati"). L'edificio è a capanna, con campanile a vela sullo spiovente sinistro sostituito dopo la fondazione perché pericolante. L'interno, con una sola navata, è costituito da una piccola aula tardoromanica, allungata nell'Ottocento. L'aspetto originario è stato alterato più volte nel corso degli anni: alla struttura originale sono stati aggiunti successivamente una Cappella della Madonna del Rosario e un presbiterio.
Vicino alla chiesa sorge una podesteria, a sua volta modificata nel corso degli anni. Sulle pareti un'iscrizione riporta la data 1650.